# Hertog van Hamilton

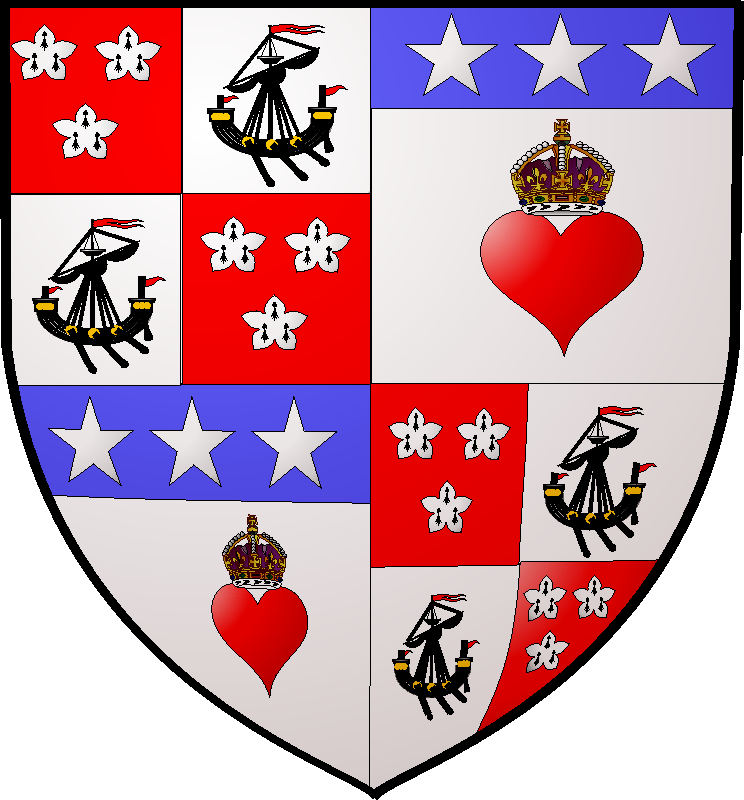
Wapen van de hertog van Hamilton

Hertog van Hamilton (Engels: Duke of Hamilton) is een Schotse adellijke titel. 
De titel hertog van Hamilton werd gecreëerd in 1643 door Karel I voor James Hamilton, 3e markies van Hamilton. De titel vererfde vervolgens in de familie Douglas, die de naam Hamilton (later Douglas-Hamilton) aannam. De hertog van Hamilton is de eerste edele van Schotland. Hij is ook erfelijk beheerder van het Palace of Holyroodhouse, de residentie van de koning van het Verenigd Koninkrijk wanneer hij in Schotland verblijft.
De oudste zoon van de hertog heeft de hoffelijkheidstitel Markies van Douglas en van Clydesdale.

## Hertog van Hamilton (1643)
- James Hamilton, 1e hertog van Hamilton (1643–1649)
- William Hamilton, 2e hertog van Hamilton (1649–1651)
- Anne Hamilton, 3e hertogin van Hamilton (1651–1698)
- James Hamilton, 4e hertog van Hamilton (1698–1712)
- James Hamilton, 5e hertog van Hamilton (1712–1743)
- James Hamilton, 6e hertog van Hamilton (1743–1758)
- James Hamilton, 7e hertog van Hamilton (1758–1769)
- Douglas Hamilton, 8e hertog van Hamilton (1769–1799)
- Archibald Hamilton, 9e hertog van Hamilton (1799–1819)
- Alexander Hamilton, 10e hertog van Hamilton (1819–1852)
- William Hamilton, 11e hertog van Hamilton (1852–1863)
- William Douglas-Hamilton, 12e hertog van Hamilton (1863–1895)
- Alfred Douglas-Hamilton, 13e hertog van Hamilton (1895–1940)
- Douglas Douglas-Hamilton, 14e hertog van Hamilton (1940–1973)
- Angus Douglas-Hamilton, 15e hertog van Hamilton (1973-2010)
- Alexander Douglas-Hamilton, 16e hertog van Hamilton (2010-heden)